# CAP (telekomunikacja)
Modulacja CAP (ang. Carrierless Amplitude Phase modulation) – amplitudowo-fazowa modulacja bez fali nośnej. Jest modyfikacją modulacji QAM. Stosowana w pierwszych systemach DSL, z czasem została wyparta przez modulację DMT. Implementacje CAP umożliwiają zmianę zarówno głębokości modulacji jak i prędkości transmisji w celu dostosowania się do warunków na linii.